# Marco Bernal (jinete)
Marco Bernal (1962) es un jinete colombiano que compitió en la modalidad de doma. Ganó dos medallas en los Juegos Panamericanos, plata en 1999 y bronce en 2011.

## Palmarés internacional
| Juegos Panamericanos | Juegos Panamericanos | Juegos Panamericanos | Juegos Panamericanos |
| Año                  | Lugar                | Medalla              | Categoría            |
| -------------------- | -------------------- | -------------------- | -------------------- |
| 1999                 | Winnipeg (Canadá)    | Medalla de plata     | Por equipos          |
| 2011                 | Guadalajara (Canadá) | Medalla de bronce    | Por equipos          |